# Веттер, Эрнст
Эрнст Веттер (нем. Ernst Wetter; 27 августа 1877 года, Тёсс, кантон Цюрих, Швейцария — 10 августа 1963 года, Цюрих, Швейцария) — швейцарский политик, президент Швейцарии, член Федерального совета, министр финансов Швейцарии.

## Биография
Эрнст Веттер с 1911 по 1914 год изучал экономику в Цюрихе. После получения докторской степени преподавал в кантональном торговом училище. С 1926 по 1934 год он избирался в Кантональный совет Цюриха, а с 1929 года в Национальный совет Швейцарии. В декабре 1938 года избран 117 голосами против 98 (за социал-демократа Эмиля Клёти) преемником Альберта Мейера в Федеральном совете.
- 15 декабря 1938 — 31 декабря 1943 — член Федерального совета Швейцарии.
- 1 января 1939 — 31 декабря 1943 — начальник департамента (министр) финансов.
- 1 января — 31 декабря 1941 — президент Швейцарии.

Его основной заслугой является постепенное социально сбалансированное введение налогов, покрывающих увеличившиеся военные расходы и для противодействия инфляции. Впоследствии они стали де-факто основой благосостояния государства.